# Джонс, Иниго
И́ниго Джонс, Айниго Джонс (англ. Inigo Jones; 15 июля 1573, Лондон — 21 июня 1652, там же) — выдающийся английский архитектор и теоретик, один из основоположников английского классицизма и главный представитель английского палладианства, а также зачинатель неоготического стиля; живописец, рисовальщик, и художник-декоратор интерьера.

## Биография. Ранние годы
Иниго Джонс родился в 1573 году в Лондоне, он был старшим сыном в семье. Отец, по всей видимости носил испанское имя Иниго. Более поздние валлийские источники утверждают, что семья была из Уэльса, и даже что Иниго изначально звали Инир или Инир Джонс. Но никакие записи того времени не указывают на семейные связи с Уэльсом.
Джонс-старший был по профессии сукноделом, но в вышедшей в 2010 году «Истории парламента» высказывается предположение, что к моменту рождения сына он уже был слугой в доме Миллисент Херендон, вдовы богатого лондонского торговца тканями. Позднее, в 1581 году, Херендон завещала Иниго-старшему 20 фунтов — для своего времени значительную сумму денег.
Иниго-младший, по всей видимости, с детства проявлявший способности к искусству, не пошёл по стопам отца. Согласно сведениям архитектора Кристофера Рена, его отдали в ученики к плотнику, и впоследствии, в начале своей карьеры архитектора, он демонстрировал знания в терминологии, связанной с изготовлением узорных рам. В какой-то момент до 1603 года богатый покровитель (возможно, граф Пембрук или Роджер Меннерс, 5-й граф Ратленд) отправил его в Италию изучать рисунок, будучи впечатлен качеством его набросков. Однако к первым годам XVII века он уже сменил специализацию и числился «изготовителем картин», о чём свидетельствуют 10 фунтов, полученные им в 1603 году в этом качестве от графа Ратленда. На основании собственных записей Джонса говорится, что он изучал в Венеции «искусство композиции». Возможно, именно в Венеции в 1601 году он приобрёл экземпляр «Четырёх книг об архитектуре» Андреа Палладио. Сохранился экземпляр этого издания, испещрённый пометками и рисунками Джонса. Считается также, что во время первой, по иным данным второй (1613—1615), поездки в Италию Иниго Джонс встречался с Винченцо Скамоцци, главным учеником и последователем Андреа Палладио.
Дж. Уэбб упоминает, что Джонс из Италии отправился в Данию и некоторое время был на службе у датского короля Кристиана IV, работал над проектированием дворцов Русенборг и Фредериксборг. К датскому двору он, возможно, попал в составе делегации 1603 года, во главе которой стоял граф Ратленд, и в дальнейшем обзавёлся высокопоставленными клиентами в Англии благодаря сестре Кристиана (супруги короля Якова I) Анне Датской.

## Работа в театре
Под покровительством королевы Анны будущий архитектор увлёкся изготовлением театральных масок и декораций; ему приписывают введение в английском театре подвижных декораций и арки авансцены. В 1605 году, готовя для королевы на Крещенский вечер постановку комедии театра-масок «Маска черноты» (The Masque of Blackness) в Банкетинг-Хаус при дворце Уайтхолл в Лондоне (ныне не существующем), он познакомился с драматургом Беном Джонсоном, с которым в дальнейшем плодотворно сотрудничал (это сотрудничество закончилось в 1631 году ссорой и полным разрывом отношений). Сохранилось более 450 рисунков декораций и костюмов, демонстрирующих виртуозность Джонса как театрального рисовальщика (1605—1609). Роскошная постановка, среди декораций которой была огромная раковина, «плывущая» по движущимся волнам, породила серию подражаний при мантуанском и флорентийском дворах. Между 1605 и 1640 годами Иниго Джонс поставил более пятисот спектаклей.
Однако Бен Джонсон высмеивал Иниго за «отсутствие знаний о рисунке эпохи Возрождения» и за демонстрацию «итальянской манеры» в сценографии, «особенно Альфонсо и Джулио Париджи». Эти свидетельства дают основание предполагать второй визит Иниго Джонса в Италию около 1606 года, в течение которого Джонс даже выучился бегло говорить по-итальянски.
Со следующего года Джонс начал экспериментировать в своих театральных постановках с перспективой и «летающими» машинами, которые способствовали приумножению его славы. Некоторые из его театральных декораций (в частности, к маске «Оберон», в 1611 году поставленной для принца Генри) включали элементы английской готики, но в целом уже на раннем этапе творчества костюмы и декорации Джонса несли отпечаток стиля итальянского Возрождения и были близки к гравюрам Маркантонио Раймонди, сотрудника Рафаэля. С. Орджел и Р. Стронг, авторы монографии, посвящённой карьере Джонса как театрального художника, отрицательно оценивают частые в его творчестве заимствования чужих изобразительных идей, прямо называя их плагиатом.

## Строительная деятельность
Помимо королевы, художник уже к 1608 году заручился также покровительством Роберта Сесила, графа Солсбери. Именно Солсбери стал заказчиком первого серьёзного архитектурного проекта Джонса — плана Новой биржи (New Exchange) на Стрэнде, который остался нереализованным, а также центральной башни собора Святого Павла. По-видимому, Джонс выполнил для Сесила ещё несколько менее масштабных архитектурных заказов и с этим небольшим послужным списком получил, по-видимому, благодаря влиянию графа, 27 апреля 1613 года место помощника Инспектора Королевских строительных работ (Surveyor of the King’s Works). В основном этими работами руководил королевский инспектор Саймон Бэзил, но Джонс в сотрудничестве с французским инженером-гидравликом Саломоном де Коссом составлял смету для проекта новых садов в Ричмонде и, вероятно, занимался перепланировкой внутренних покоев Сент-Джеймсского дворца.
Ранняя смерть принца Генри не повредила карьере Джонса, чья популярность как театрального художника продолжала расти (его «маски» продолжали ставить на придворной сцене вплоть до 1640 года). Он также совершенствовал свои навыки архитектора и в 1613 году королевским указом был вновь утверждён в должности Инспектора строительных работ. Благодаря своей репутации знатока Италии и успехам в искусстве он в 1613—1614 годах был включён в свиту графа Арундела, совершавшего длительную поездку по Италии. Посетив ряд центров итальянской культуры, Джонс продолжил изучение наследия Палладио и его критическое переосмысление. Он, в частности, методично осматривал здания, включённые в трактат Палладио в качестве примеров, сличая реальные прототипы с книжными описаниями и периодически внося в текст собственные критические замечания. В 1615 году, по возвращении в Англию, Джонс перестраивал для Арундела его дом в Гринвиче, а в сентябре того же года, после смерти Бэзила, сменил того в должности королевского Инспектора строительных работ.
В течение последующих двадцати восьми лет, с 1615 по 1642 годы, Джонс был главным придворным архитектором Якова I и Карла I. Его ранние работы в этом качестве, несущие отпечаток итальянской традиции, включали домик королевы (Куинс-хаус) в Гринвиче (строительство было остановлено в связи со смертью королевы Анны, возобновлено в 1629 году для новой королевы Генриетты Марии и завершено в 1635 году), Банкетинг-хаус при дворце Уайтхолл (ныне не существующий) в Лондоне (1619—1622) и апартаменты принца Уэльского в Ньюмаркете (1619—1621). В 1623—1627 годах Джонс руководил постройкой капеллы Сент-Джеймсского дворца. Помимо творческой работы, на него в эти годы легли и повседневные административные обязанности. Среди прочего, в ведении королевского инспектора оказались надзор за обновлением парковых стен Теобальдса, Хертфордшире и Хэмптон-корте, поддержка водоснабжения королевских резиденций, ремонт тюрьмы в Сент-Олбансе (1619), инспекция дорог между Лондоном и Саутгемптоном накануне визита испанской инфанты (1630) и постройка частной пристани на Темзе рядом с Вестминстером (1636).
Как королевский инспектор Джонс занимался также регулированием стандартов строительства в Лондоне и его окрестностях и рассмотрением новых строительных проектов. В 1629 году в обмен на свою поддержку инициативы застройки на землях графа Бедфорда севернее Стрэнда Джонс получил возможность поучаствовать в составлении проекта этой застройки. В результате в Лондоне появилась первая площадь («пьяцца») нового образца, расположенная в районе Ковент-Гарден и по планировке напоминающая площади Парижа и Ливорно. Центральным зданием площади стала первая в городе полноразмерная церковь классицистического стиля, портик которой представлял собой археологически точную реконструкцию тосканского ордера. Через два года Джонсу был доверен уже ремонт собора Святого Павла — проект, который рассматривался как направленный на улучшение облика города и образа английской монархии в целом. Архитектор восстановил построенные в готическом стиле эмпоры, полностью перестроил романские неф и трансепты в простом классицистическом стиле, а с западной стороны возвёл новый портик коринфского ордера. Этот портик, построенный на средства, выделенные королём Карлом I, был крупнейшим на тот момент сооружением такого типа в Северной Европе.
Среди неосуществлённых проектов Джонса был план кардинальной перестройки дворца Уайтхолл, представленный королю около 1638 года. Архитектор задумывал перестроить Уайтхолл в стиле идеальных домов Древнего Рима в соответствии с описаниями Плиния Младшго, Палладио и Винченцо Скамоцци, но в масштабах, которые должны были превзойти другие построенные в то время грандиозные резиденции европейских монархов — Лувр и Эскориал.
Несмотря на занятость на государственной службе, Джонсу удавалось время от времени находить и частные заказы. Так, в 1621 году он спроектировал парадный вход в Бофорт-хаузе в Челси для нового лорда-казначея Лайонела Крэнфилда, а в следующем году занимался перестройкой дворца Нью-Холл в Эссексе для королевского фаворита Бекингема. Архитектор также на протяжении долгого времени продолжал выполнять заказы лорда Арундела, который, как и он, занимал пост инспектора новых построек в Лондоне, но был, помимо этого, связан с Джонсом личной дружбой. В 1621 году Джонс был избран в парламент Англии от Нью-Шорема, округа, который контролировал Арундел. Как депутат он, однако, был малоактивен, участвуя только в той парламентской деятельности, которая непосредственно была связана с его профессиональными знаниями — проектами ремонта и перестройки зданий парламента, оценке новых планов строительства и патентов на новшества в области строительных материалов.

## Последние годы
Со временем король Карл приблизил к себе Иниго Джонса. Он искал совета архитектора в вопросах искусства, доверял ему формирование собственного имиджа и даже сделал хранителем своей коллекции античных монет. Джонс, уверенный в собственном таланте и поддержке короля, вёл себя вызывающе с коллегами и соперниками, что в сочетании с его архитектурными идеями, опережавшими своё время, создало ему крайне отрицательную репутацию. В массовом сознании Джонс выступал как автор экстравагантных и дорогостоящих королевских представлений и непопулярного проекта реконструкции собора Святого Павла, препятствующий свободе строительства в Лондоне. Его проекты также вызвали возмущение прихожан церквей Св. Михаила (англ. Saint Michael-le-Querne), перестройку которой король намеревался навязать им в 1637 году, и Св. Григория. Последняя граничила с собором Святого Павла, и первоначально Джонс собирался её сохранить, но в 1639 году, расчищая место вокруг собора, всё же снёс.
В конце 1640 года прихожане церкви Св. Григория обратились в Палату общин с петицией об импичменте Джонса. Процесс продолжался более года, и в это время Джонс продолжал выполнять свои обязанности королевского инспектора, в частности, руководя подготовкой Вестминстер-холла к суду над графом Страффордом, состоявшемуся в марте 1641 года. Опасаясь репрессий парламента, он в январе 1642 года планировал покинуть Англию, но в итоге к середине года формальная процедура импичмента была остановлена Палатой общин. Тем не менее, ввиду обострения конфликта между парламентом и королём архитектор в конце года всё же сбежал из Лондона в защищаемый роялистским гарнизоном Бэйсинг-Хауз, где, вероятно, его знания использовали для совершенствования укреплений. Тем не менее в октябре 1645 года Бэйсинг-Хауз был захвачен «круглоголовыми», а раздетый догола Джонс с позором доставлен в Лондон. В мае и июне 1646 года бывшего королевского инспектора приговорили к выплате ряда штрафов и компенсаций за инкриминируемые ему преступления и долгов за государственные работы в последние месяцы монархии. После выплаты всех требуемых сумм, однако, претензий к Джонсу у революционного парламента не осталось.
К 1649 году Джонс смог вернуться в свой старый дом в Уайтхолле и в последние годы жизни участвовал как консультант ещё в двух архитектурных проектах — строительстве Коулсхилл-хауза в Беркшире и восстановлении после пожара поместья Уилтон-хаус. Неизвестно, были ли ему выплачены более 2000 фунтов, которые, по его собственным словам в 1646 году, государство ему задолжало, но в деньгах в это время архитектор не нуждался: согласно завещанию 1850 года, архитектор в отсутствие прямых наследников завещал около 4000 фунтов своей дальней родственнице Энн Уэбб и её мужу — своему ученику Джону Уэббу и их детям. Считается, что он умер в Сомерсет-хаусе в Лондоне, но точная дата его смерти неизвестна. Джонс был похоронен рядом со своими родителями при церкви Св. Бенета в лондонском Сити 26 июня 1652 года; его надгробный памятник, на котором были изображены некоторые из его архитектурных проектов, был уничтожен в Великом лондонском пожаре 1666 года.

## Особенности архитектурного творчества
Из спроектированных и построенных Иниго Джонсом сорока девяти зданий до нашего времени сохранились семь. Их отличают конструктивно новаторские, но спокойные и строгие экстерьеры, с которыми контрастируют красочные и смелые композиционные решения внутренних помещений. Рой Стронг, опубликовавший ряд исследований, посвящённых творческому наследию Джонса, писал, что этот архитектор работал для «бедной» монархии, поэтому ему довелось либо перестраивать и восстанавливать уже существующие постройки, либо создавать здания второстепенного значения. Однако именно это позволило его таланту, заточенному под небольшие масштабы, проявиться наиболее ярко.
Историк британской архитектуры Джон Саммерсон называет Джонса первым классическим архитектором этой страны, противопоставляя суровый лаконизм его работ так называемому «маньеризму ремесленников», господствовавшему в Англии в XVI и начале XVII века. У других исследователей встречается разделение эволюции стиля этого архитектора на три этапа — маньеристский, палладианский и минималистический. Ранние неосуществлённые проекты Джонса — здание биржи и предлагаемый новый шпиль для собора Святого Павла — отличали вторичность, двухмерность мышления и излишняя декоративность. Однако уже к 1613 году он усвоил идеи Палладио и Витрувия и на их основе начал вырабатывать собственный стиль, опережая в развитии своих английских коллег. Влияние на стиль Джонса оказало и путешествие по Италии в 1613—1614 годах. После этого в его работах, с одной стороны, стало ещё более заметным итальянское влияние, а с другой — проявились предпочтения, отдаваемые античной архитектурной мысли перед работами современников.
Палладианские интерьеры Куинс-хауса, одной из первых работ Джонса в качестве королевского архитектора, были революционными по сравнению с домами красного кирпича, характерными для предшествовавшего стиля Тюдоров. Главный зал дома выполнен в виде идеального куба, его пол выложен элегантными чёрными и белыми мраморными плитками. Особо отмечается тюльпановидная лестница — первая геометрически правильная винтовая лестница в стране, не нуждавшаяся в дополнительных опорах. В гармоничных, но аскетично строгих фасадах Куинс-хауса отразилось представление Джонса о том, что снаружи здания должны выглядеть «строго, пропорционально, мужественно и безыскусственно». Здание дожило до современности и ныне является частью Национального морского музея.
Этот подход, однако, был неприменим к Банкетинг-хаусу (Дому банкетов), бывшему центральным элементом главного королевского дворца Уайтхолла, и при работе над ним архитектор создал хорошо сбалансированную, но эстетически богатую композицию с использованием контрастирующих плоскостей, текстур и красок. Единство интерьера и экстерьера было достигнуто Джонсом за счёт включения в композицию расположенных ярусами колонн и пилястр как внутри здания, так и снаружи. Стремительные очертания колонн подчёркиваются большими окнами, а потолок зала украшает огромная роспись работы Рубенса — единственная сохранившаяся плафонная роспись выдающегося художника. Первоначально здание использовалось для представлений и приёмов, но, когда стал заметен ущерб потолочной росписи, эти мероприятия перенесли в другое помещение. «Дом банкетов» оказался единственным зданием в комплексе Уайтхолла, уцелевшим в пожаре 1698 года.
Проект резиденции принца Уэльского характеризовали изобретательная комбинация вертикальных и горизонтальных поверхностей и практически полный отказ от внешних черт классических ордеров, ставший впоследствии ключевой особенностью стиля Джонса. Растущий талант архитектора проявился при создании проекта капеллы Сент-Джеймсского дворца. В этой работе Джонс адаптировал решение фасада апартаментов принца Уэльского, придав ему бо́льшую монументальность, а интерьер решил в уже опробованном в Доме банкетов палладианском принципе Пропорционирование пропорционирования «двойного куба», который архитектурное пространство более динамичным.
В работе над церковными сооружениями Джонс исходил из представлений о том, какой должна быть протестантская сакральная архитектура. Результатом стала суровая, аскетичная простота тосканского портика церкви Святого Павла в Ковент-Гардене. Эти идеи были развиты в дальнейшем при перестройке собора Святого Павла, погибшего позже в Большом лондонском пожаре.
Европейские поездки Джонса натолкнули его на идею принципиально новой конструкции перекрытий, известной как висячие стропила с одной подвеской (англ. king post truss). Новая конструкция, в которой центральная стойка поддерживалась системой стропил, позволяла значительно увеличить площадь крыши. Эту идею позднее развил Кристофер Рен при работе над некоторыми из самых известных своих проектов.

 «Иниго Джонсу посчастливилось создать оригинальный классицистический стиль, положивший начало длительному и сильному движению английского палладианства… Именно он нашёл „удобный“ архитектурный стиль, отвечающий традиционно английскому представлению о благоустроенном укладе жизни. Классицизм Джонса вполне годился и для городских особняков, клубов и для загородных домов. Джонсу архитектура Англии обязана тем, что она и далее развивалась в русле классицистической традиции, впитывавшей в себя самые разные стили и влияния, но всегда оставалась сама собой»
Лучшим учеником Иниго Джонса был Джон Уэбб. Спустя столетие работы Джонса настолько привлекали внимание архитекторов следующего поколения, что лорд Бёрлингтон и архитектор Колин Кэмпбелл, осуществляя знаменитое издание «Британский Витрувий, или Британский архитектор» (Vitruvius Britannicus, or the British Architect..; в 3-х томах: 1715—1725) включили в него проекты и постройки Иниго Джонса.

## Галерея
- Проект оформления интерьера. Офорт. Издание 1731 г.
- Уилтон-хаус. 1649
- Банкетинг-хаус. 1619—1622. Уайтхолл, Лондон
- Банкетинг-хаус. Интерьер главного зала
- Дом королевы. 1616—1635. Гринвич
- Дом королевы. Большой зал
- Капелла королевы. 1623–1627. Сент-Джеймский дворец, Лондон